# Friedrich Nietzsche

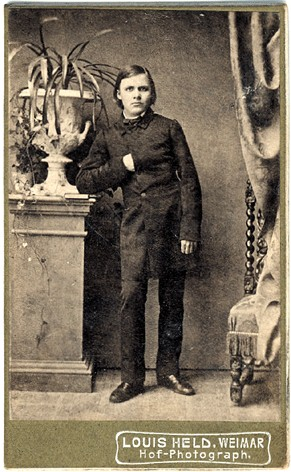
Nietzsche w 1861

Friedrich Wilhelm Nietzsche (wym. niem. [ˈfʁiː.dʁɪç ˈniːt͡ʃə] ( odsłuchaj); ur. 15 października 1844 w Röcken, zm. 25 sierpnia 1900 w Weimarze) – niemiecki filozof, filolog klasyczny, prozaik i poeta, jeden z założycieli (obok Wilhelma Diltheya) nurtu filozoficznego filozofii życia w Niemczech. Kategorią centralną filozofii Nietzschego jest filozofia życia, ujmowanie rzeczywistości, a więc także człowieka, jako życia. Prowadzi to do zanegowania istnienia ukrytego sensu i układu świata – esencji, rzeczywistość staje się wobec tego chaosem. Konsekwencję tego stanowi radykalna krytyka chrześcijaństwa oraz współczesnej autorowi zachodniej kultury, jako opartych na tym złudzeniu. Podejście Nietzschego do religii i moralności cechował ateizm, psychologizm i historyzm; uważał je (religię i moralność) za wytwory ludzkie obarczone błędem zamiany przyczyny i skutku. Istotny u niego był także szacunek wobec wartości obecnych w antycznej kulturze greckiej, wraz z postulatem powrotu do niej.

## Życiorys

### Młodość i studia
Był synem luterańskiego pastora Carla Ludwiga (1813–1849) i Franziski z domu Oehler (1826–1897). Wychowywał się w rodzinie o tradycjach protestanckiej religijności szwabskiej, którą cechowało zamknięcie w ramach indywidualistycznej interpretacji Biblii. Zdaniem niektórych interpretatorów (np. Jaspersa) właśnie protestancka religijność wpłynęła na ukształtowanie pojęcia moralności niewolniczej, analizowanej później przez Nietzschego. Nietzsche przyznawał się wielokrotnie do polskiego pochodzenia. Badania drzewa genealogicznego niemieckiego filozofa (prowadzone przez Maxa Oehlera – kuratora Archiwum Nietzschego w Weimarze), które sięgają XVI wieku wskazują, że miał jedynie niemieckich przodków. Nietzsche chętnie przyznawał się do „polskości”, ponieważ był to rodzaj manifestacji przeciwko Niemcom i ich kulturze, którą uważał za upadłą. Polskie pochodzenie filozofa poruszył w artykule Ueber Nietzches Polentum Bernard Scharlitt, wywodząc ten ród od Nickich herbu Radwan z województwa płockiego.
Od śmierci ojca w 1849 roku domem Nietzschego zarządzały kobiety: babka, ciotki, młoda jeszcze matka i siostra Elisabeth Förster-Nietzsche; w 1850 roku cała rodzina przeniosła się do Naumburga (Saale), gdzie Nietzsche rozpoczął naukę w szkole miejskiej, którą kontynuował w gimnazjum przykatedralnym. W tym czasie samodzielnie zapoznał się z klasyczną muzyką niemiecką – dziełami Bacha, Händla, Mozarta, Haydna, Beethovena i Schuberta. Po ukończeniu gimnazjum zaproponowano mu bezpłatne kontynuowanie edukacji w Pforcie, gdzie odkrył poezję zupełnie nieznanego w tym czasie w Niemczech Hölderlina i uznał jego wielkość.
W październiku 1864 Nietzsche zapisał się na Uniwersytet w Bonn. Podjął tam studia w zakresie filologii klasycznej, teologii, historii Kościoła i sztuki. Zapoznał się wtedy z książką Davida Straussa Das Leben Jesu. Kritisch bearbeitet (1835), która poddawała Biblię analizie filologicznej, wskazując zdaniem autora na jej mityczne podłoże oraz zawarte w jej księgach bardzo liczne sprzeczności w opisie zdarzeń (w tym wielu cudów). Pod wpływem tej książki Nietzsche stracił wiarę. Po dwóch semestrach przeniósł się na Uniwersytet w Lipsku, gdzie jeszcze jako student stał się uznanym filologiem klasycznym i współtworzył publiczne towarzystwo filologiczne. W 1866 ukazały się drukiem jego pierwsze publikacje – rozważania o poezji Teognisa z Megary i komentarze do Arystotelesa.
Rok 1867 był jednym z przełomowych w życiu Nietzschego. Zapoznał się wtedy z filozofią Arthura Schopenhauera zawartą w dziele Świat jako wola i przedstawienie. Schopenhauerowska analiza moralności, jednostki wybitnej, znaczenia sztuki w życiu człowieka pobrzmiewa echem w całym dziele Nietzschego, nawet gdy doszedł już do wniosku, że Schopenhauer się mylił i występował przeciw jego filozofii. Dzięki Schopenhauerowi Nietzsche zbliżył się też do Richarda Wagnera.

### Bazylea

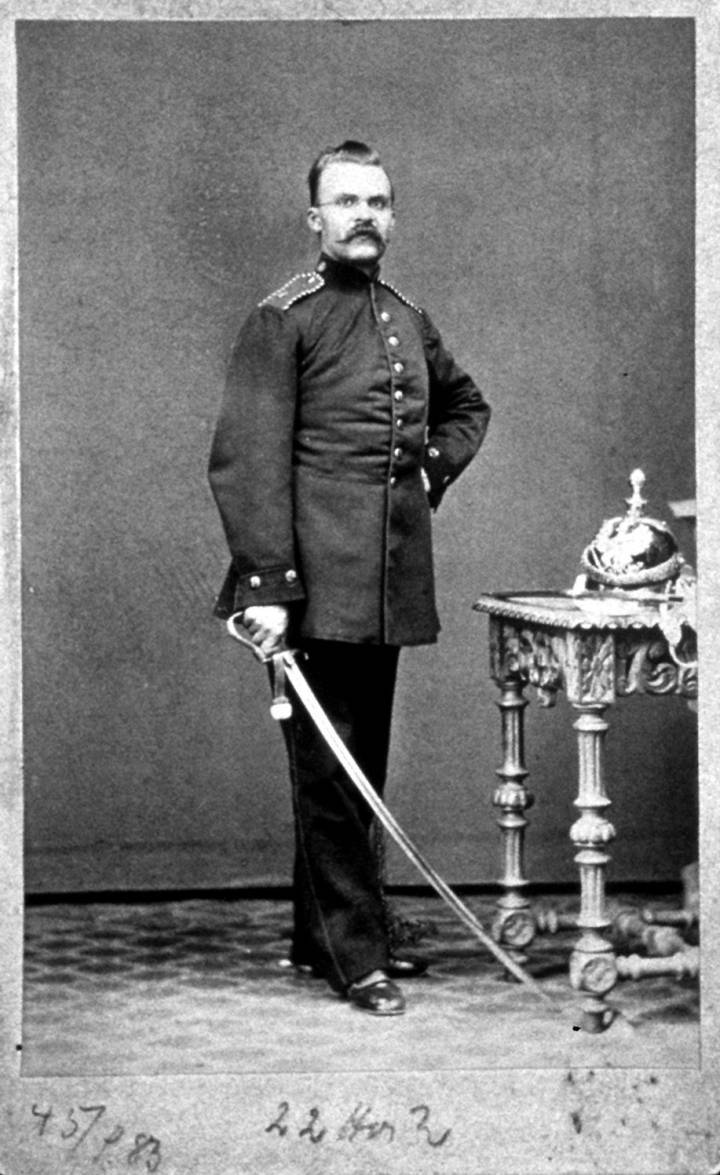
Młody Nietzsche w mundurze pruskim

Po odbyciu obowiązkowej służby wojskowej, dzięki zabiegom nauczyciela i przyjaciela Fryderyka Ritschla, któremu zawdzięczał też wcześniejsze publikacje, Nietzschemu zaoferowano profesurę nadzwyczajną na katedrze filologii klasycznej uniwersytetu w Bazylei. Oficjalne powołanie nastąpiło w lutym 1869, na podstawie już opublikowanych prac, jeszcze przed doktoratem, bez egzaminów i formalności habilitacyjnych. Nietzsche miał wtedy niecałe 25 lat. 28 maja 1869 wygłosił swój pierwszy wykład: Homer i filologia klasyczna.
Była to błyskotliwa kariera, jednak Nietzsche czuł już, że jego przeznaczeniem jest filozofia. W 1872 roku ukazała się książka Narodziny tragedii, czyli hellenizm i pesymizm, w której wyłożył swe koncepcje dionizyjskości i apollińskości. Książka przeszła bez echa, jeśli nie liczyć paru jawnie negatywnych recenzji, których efektem była utrata zaufania studentów do Nietzschego jako filologa. Mimo talentu wykładowcy (potwierdzonego we wspomnieniach), w semestrze 1872/1873 na jego wykłady uczęszczało zaledwie dwóch słuchaczy. Jedyne wsparcie przyszło ze strony Richarda Wagnera.
W Bazylei zawiązał też Nietzsche przyjaźń z młodszym od siebie o pięć lat Paulem Rée – wywarła ona pewien wpływ na jego twórczość i znacznie większy na życie osobiste.
W Bazylei, w wieku 25 lat, Nietzsche złożył podanie o anulowanie obywatelstwa pruskiego. Oficjalną odpowiedź otrzymał w dokumencie z dnia 17 kwietnia 1869 roku, tak skomentowanym przez Curta Paula Janza:

Od tego dnia Nietzsche, zgodnie z prawem konstytucyjnym, nie był już ani Prusakiem, ani Niemcem, lecz [...] pozostawał bez państwa, albo – według bardzo pasującego do Nietzschego będącego wówczas w użyciu terminu szwajcarskiego -- „bez ojczyzny”, i takim pozostał [...] Stał się i pozostał Europejczykiem.

### Richard Wagner
Nietzsche poznał Wagnera jeszcze w Lipsku, w roku 1868, we wczesnym okresie swojej fascynacji muzyką kompozytora. Połączyła ich właśnie miłość do muzyki i zainteresowanie filozofią Schopenhauera. Wagner był poruszony przeciwstawieniem apollińskość-dionizyjskość, swoje opinie wyraził w liście do Nietzschego.
Lata 1873–1876 to okres silnego zbliżenia z Wagnerem. Nietzsche był stałym gościem u Wagnerów w Triebschen, a po ich przeprowadzce również w Bayreuth. Mógł przyglądać się z bliska życiu wielkiego kompozytora i analizować motywy jego postępowania, a te uznał za dalekie od ideałów chrześcijańskich. Wagner stanowił w oczach Nietzschego dowód, że wielkie dzieło często idzie w parze z „niskimi” pobudkami twórcy – samolubstwem, zawiścią, pragnieniem sławy, zadufaniem w sobie, autorytaryzmem i małostkowością. Między innymi te cechy Wagnera, oprócz późniejszej jego sympatii dla nacjonalizmu i chrześcijaństwa oraz panującego w otoczeniu artysty antysemityzmu, doprowadziły do rozstania Nietzschego z kompozytorem pod koniec 1876 roku.
Lecz w roku 1873 Nietzsche był jeszcze pod wpływem Wagnera – reformatora muzyki i koncentrował się na krytyce współczesnej sobie kultury. Po zwycięstwie nad Francją w 1870 roku i utworzeniu w 1871 Cesarstwa Niemieckiego, Niemcy ogarnęła narodowa euforia. Nietzsche stanowczo przeciwstawiał się powszechnemu przekonaniu o rzekomym zwycięstwie „wyższej” kultury niemieckiej nad „niższą” francuską, konstatując jednocześnie symptomy powszechnego upadku sił duchowych kultury zachodniej. W swych późniejszych dziełach określał tę sytuację mianem nihilizmu; na razie ograniczał się do wskazywania na negatywne dla kultury zjawiska: postępującą specjalizację w nauce, wzrost znaczenia prasy jako środka komunikacji społecznej i schematyczność systemu edukacji. Efektem tych zjawisk społecznych był wykształcony filister – odpowiednik dzisiejszego „konsumenta kultury”. Zarysowane tu problemy Nietzsche przedstawił dokładniej w Niewczesnych rozważaniach, które powstały w latach 1873–1874.

### Ludzkie, arcyludzkie
Zerwanie z Wagnerem miało jednak głębsze podłoże niż niezgodność poglądów, było wynikiem przemian, jakie zachodziły w samym Nietzschem. W lipcu 1876, jeszcze w czasie poprawnych stosunków z Wagnerem, Nietzsche napisał pierwsze zdania dzieła Ludzkie, arcyludzkie, w którym wstępnie zarysował niektóre koncepcje, rozwijane następnie w późniejszych pracach – krytyka teorii poznania, języka i chrześcijaństwa.
Ludzkie, arcyludzkie jest też pierwszym dziełem, w którym Nietzsche wypróbował formę aforyzmu. Wszystkie jego książki napisane po 1878 roku mają postać zbioru luźnych, choć pogrupowanych tematycznie, krótkich ustępów, czy wręcz pojedynczych zdań. Było to z jednej strony wynikiem poszukiwań najbardziej odpowiedniej dla wyrażenia myśli formy literackiej, a z drugiej koniecznością – w tym właśnie okresie nasiliły się objawy choroby, na którą Nietzsche cierpiał właściwie od wczesnej młodości.

### Choroba
Pierwsze bóle głowy wystąpiły u Nietzschego w 1856 roku, przybierając w późniejszym okresie formy nawet kilkudniowych ataków migreny, połączonych z wymiotami i bólem oczu, co groziło mu ślepotą. Próby kuracji nie dawały rezultatu, Nietzsche uznał zresztą, że sam będzie dla siebie najlepszym lekarzem. Podawano wiele przyczyn wyjaśniających podłoże choroby: od obciążenia dziedzicznego (ojciec Nietzschego zmarł na guza mózgu), po zarażenie syfilisem, jednak żadne z nich nie zyskało powszechnej akceptacji. W 1876 roku Nietzsche zmuszony był prosić na uniwersytecie o urlop zdrowotny, a w 1879 roku, już po ukazaniu się książki Ludzkie, Arcyludzkie, ostatecznie zrezygnował z profesury. Jako byłemu profesorowi bazylejczycy przyznali mu rentę, co pozwalało na skromne, lecz niezależne życie.
W 1889 roku, po załamaniu psychicznym w Turynie, choroba Nietzschego została zdiagnozowana jako paralysis progressiva (trzeciorzędny syfilis). Mimo braku jakiegokolwiek klinicznego dowodu (pierwszy i niespecyficzny test Wassermana pojawił się w 6 lat po śmierci Nietzschego) diagnoza ta, powtarzana w różnych biografiach, przetrwała przeszło stulecie. Eva Cybulska podważyła tę tezę w 1996 na konferencji nietzscheańskiej w Manchesterze, proponując w zamian diagnozę zespołu maniakalno-depresyjnego z waskularną demencją.

### Tako rzecze Zaratustra

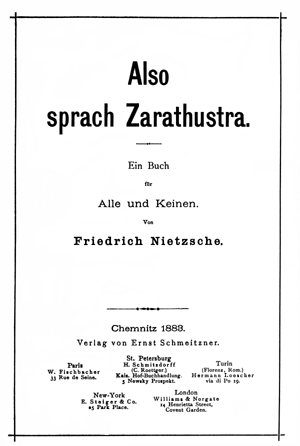
Okładka Tako rzecze Zaratustra

Po złożeniu profesury Nietzsche często zmieniał miejsce pobytu, nawet kilkakrotnie w ciągu roku. Poszukując odpowiedniego dla siebie klimatu przemierzał całe Włochy, to znów wracał do Niemiec i Szwajcarii, a jedynym w miarę stałym miejscem pobytu było Sils-Maria nad jeziorem Silvaplana w dolinie Innu w Szwajcarii. To tam miał przeżyć wizję wiecznego powrotu, który jest jednym z podstawowych pojęć jego filozofii, tam też naszła go myśl o przewartościowaniu wszelkich wartości. W latach 1880–1882 wyszły kolejno książki: Wędrowiec i jego cień, Jutrzenka oraz Wiedza radosna będące efektem zmagań Nietzschego z problemami śmierci Boga, nihilizmu, krytyki chrześcijaństwa i koncepcją nadczłowieka jako ich przezwyciężenia. Wreszcie, w roku 1883 ukazała się „książka dla wszystkich i dla nikogo” – Tako rzecze Zaratustra, dzieło życia Nietzschego.

### Lou Andreas-Salomé

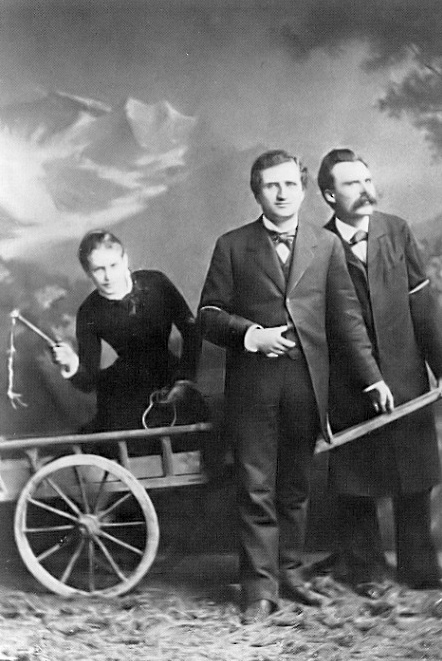
Lou Andreas-Salomé, Paul Rée i Nietzsche

Lou von Salomé, znana później jako Lou Andreas-Salomé (1861–1937), urodzona w Sankt Petersburgu w rodzinie francusko-niemieckiej, niekiedy błędnie uważana za Finkę, była córką oficera armii carskiej. Nietzsche poznał ją wiosną 1882 roku, w trakcie jednej ze swych wizyt w Rzymie, a znajomość ta szybko przerodziła się z jego strony w gorące uczucie. Planował szybki ślub. Lou von Salomé wydawała się Nietzschemu osobą bardzo bliską duchowo – niektóre jej wiersze sprawiają wrażenie, jakby były napisane ręką samego filozofa. Do jednego z nich, Hymnu do życia, Nietzsche napisał muzykę, komponując utwór na chór mieszany i orkiestrę. Lou von Salomé nie odwzajemniała jednak uczuć Nietzschego i w listopadzie 1882, po nieudanej próbie oświadczyn, nastąpiło rozstanie, a niedoszła narzeczona wyjechała z Rée do Berlina. Wkrótce wyszła za mąż za filologa, Freda Charlesa Andreasa. Na domiar złego siostra Friedricha robiła co mogła, by zniszczyć ten jedyny w jego życiu związek, posuwając się nawet do sfałszowania dwóch listów, rzekomo od byłej ukochanej. Lou von Salomé stała się potem znana jako autorka jednej z pierwszych książek o Nietzschem.

### Choroba i śmierć
Kolejne dzieła Nietzschego, zawierające kontynuację i rozwinięcie myśli wyłożonych w Zaratustrze, to Poza dobrem i złem (1886), Z genealogii moralności (1887), Zmierzch bożyszcz oraz Antychryst (1888). Owocem roku 1888 są też Dytyramby dionizyjskie, poświęcona Wagnerowi rozprawa Nietzsche kontra Wagner i autobiograficzna książka Ecce Homo, która post factum może być odczytana jako zapowiedź tragicznego końca filozofa.
Stale obecna w twórczym życiu Nietzschego choroba rozwijała się bowiem bez przerwy i w końcu przerodziła się w obłęd. Listy Nietzschego z końca grudnia 1888 i początku stycznia 1889 roku wydają się świadczyć o gwałtownej utracie rozeznania w sytuacji i kontaktu z otoczeniem. Trzeciego stycznia 1889 roku nastąpiło załamanie – kilka dni później Nietzsche został przewieziony do kliniki psychiatrycznej w Bazylei, a stamtąd do kliniki w Jenie. W marcu 1890 żyjąca jeszcze matka zabrała go do Naumburga, zaś po jej śmierci w 1897 roku siostra Nietzschego wynajęła dom w Weimarze, gdzie pogrążony w apatii filozof spędził ostatnie trzy lata życia bez kontaktu ze światem. Pochowano go obok ojca na cmentarzu w Röcken.

### Wola mocy
Książką, wokół której narosło najwięcej kontrowersji, jest wydana po śmierci filozofa Wola mocy – zbiór notatek, które częściowo wiążą się tematycznie z wcześniejszymi pracami, a częściowo stanowić mogą wstępną wersję dzieła, które Nietzsche zamierzał napisać. Kontrowersje dotyczą przede wszystkim wykorzystania pewnych pojęć filozofii Nietzschego przez ideologię nazistowską – w szczególności takich pojęć, jak „nadczłowiek” i „moralność panów”.
Po śmierci Nietzschego prawa do jego spuścizny odziedziczyła opiekująca się nim do końca siostra, Elisabeth Förster-Nietzsche. Dokonana z jej inspiracji redakcja dzieł Nietzschego, zwłaszcza zaś Woli Mocy, jest chaotyczna i zawiera wiele fragmentów, które Nietzsche traktował jedynie jako wstępne szkice. Te fragmenty sprzyjały następnie wulgarnej interpretacji myśli Nietzschego, dokonanej przez filozofów nazistowskich, tym bardziej że Elisabeth nie ukrywała swej sympatii dla Adolfa Hitlera, któremu podarowała pamiątki po bracie: szpadę i laskę. Hitler był też obecny na pogrzebie Elisabeth w 1935 roku. Główną rolę w zawłaszczaniu filozofii Nietzschego przez nazistów odegrali Alfred Baeumler i Alfred Rosenberg.

## Poglądy
Nietzsche był przeciwny filozofii akademickiej, wykładanej ex cathedra. Jego zdaniem sens ma jedynie taka filozofia, którą się przeżywa. W Tako rzecze Zaratustra pisał o tym:

Ze wszystkiego, co napisano, to tylko miłuję, co ktoś pisze własną krwią. Pisz krwią, a doświadczysz, że krew jest duchem [...] Albowiem taka jest prawda: odszedłem z domu uczonych i jeszcze drzwi zatrzasnąłem za sobą. Zbyt długo dusza moja głodowała przy ich stole; nie jestem tak jak oni wyćwiczony w poznawaniu niczym w rozgryzaniu orzechów. Wolność miłuję i powietrze ponad rześką ziemią.

W swoich dziełach powracał wielokrotnie do kilku fundamentalnych zagadnień, za każdym razem dokonując ich pogłębionej analizy i spoglądając na nie z różnych punktów widzenia. Jednocześnie jego filozofia pełna jest wieloznaczności i podatna na rozmaitość odczytań – takie działanie Nietzschego było głęboko zamierzone, bo fakty nie istnieją, tylko interpretacje.

### Apollińskość i dionizyjskość

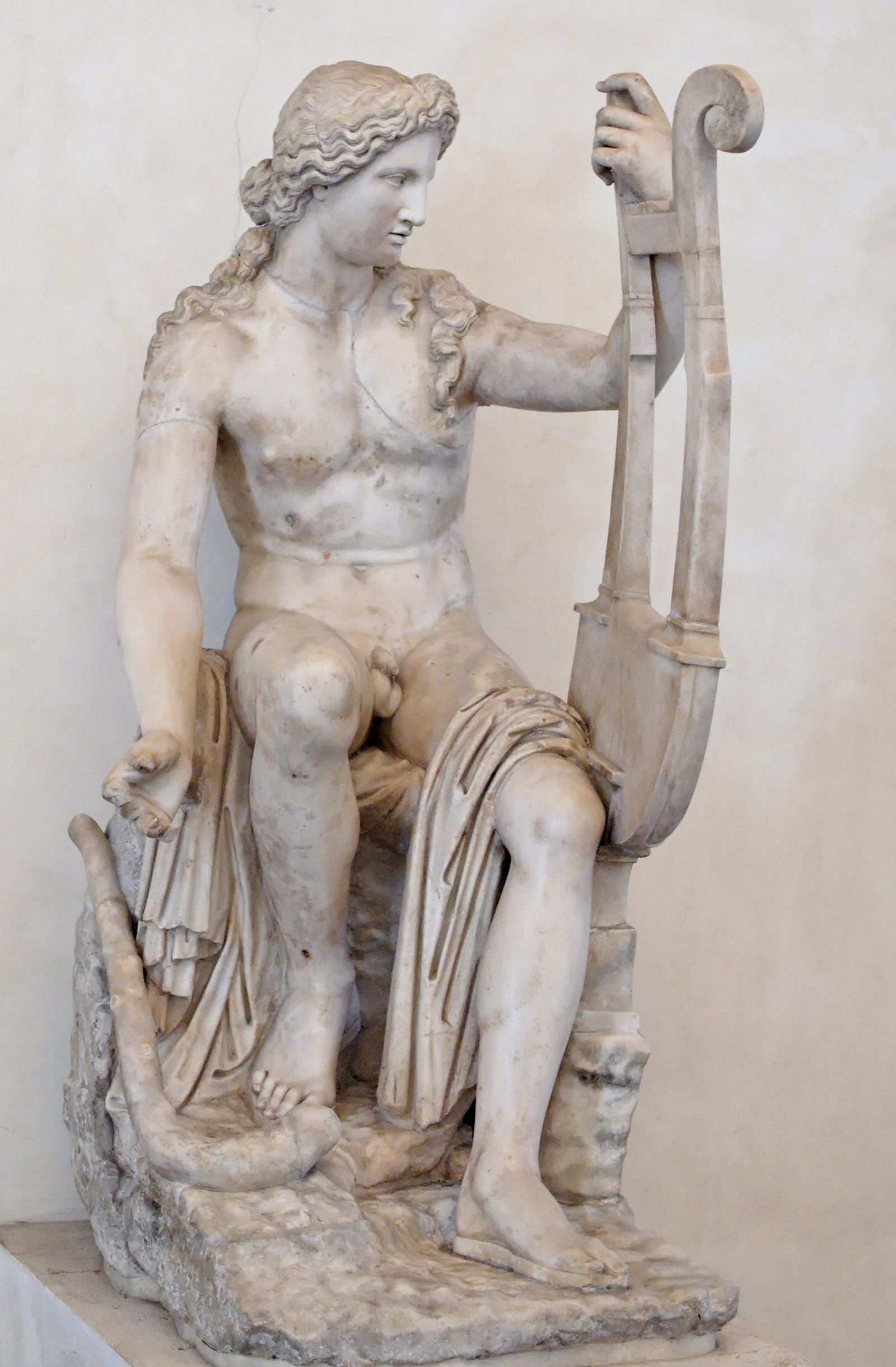
Apollo

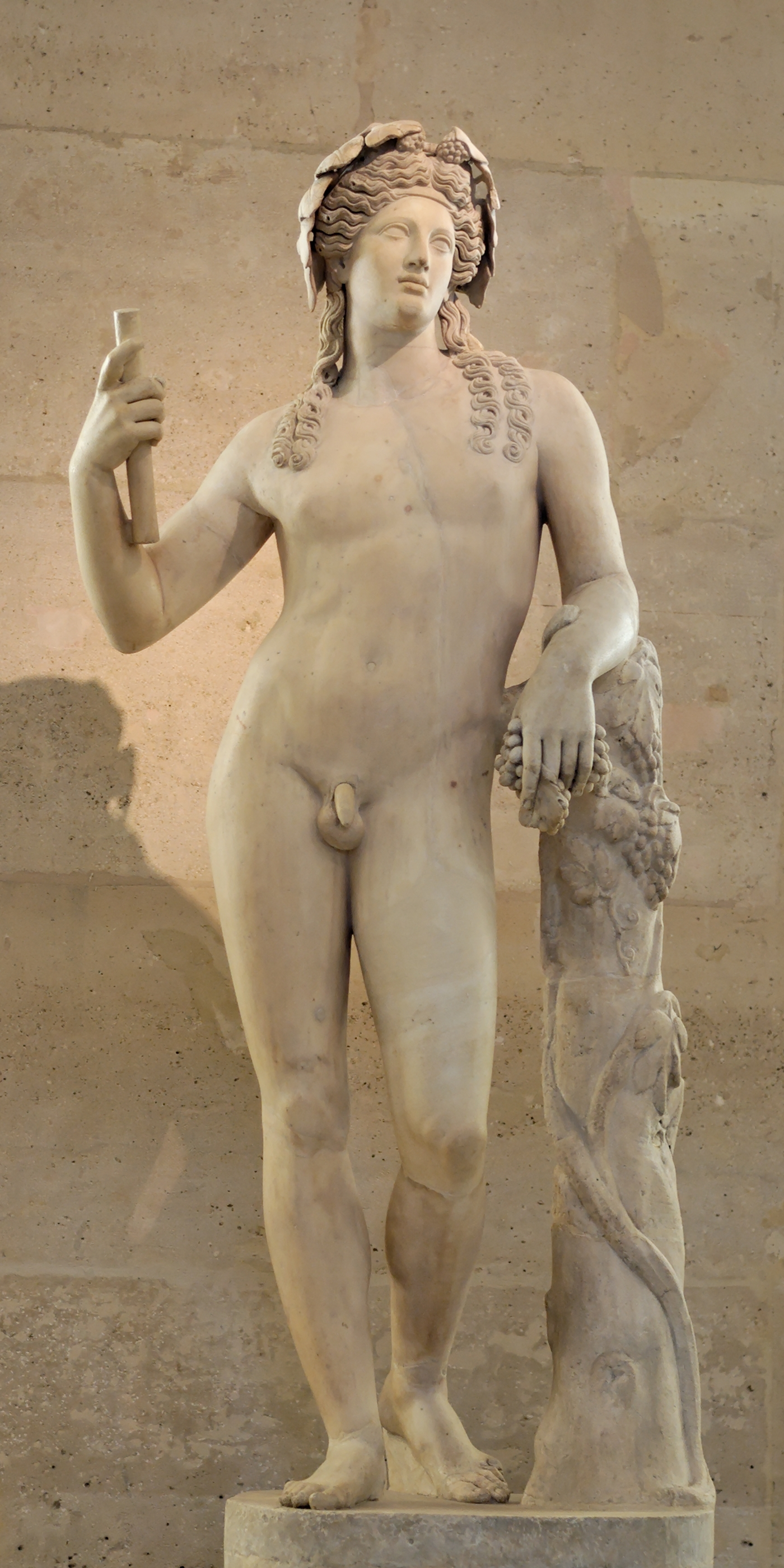
Dionizos

W swej pierwszej książce Narodziny tragedii Nietzsche wprowadził koncepcje apollińskości i dionizyjskości. Pojęcia te, pochodzące od imion greckich bogów Apollina i Dionizosa, stanowiły podstawę Nietzscheańskiej metafizyki artysty i wczesnej teorii tragedii.
Apollo był dla Nietzschego symbolem światła, miary i powściągliwości. Apollińskość odpowiada świat zjawisk lub marzeń – jest ona dążnością do obrazowania świata, tworzenia jego pozoru, który przesłania prawdę o życiu i przez to pomaga je znosić.
Przeciwstawieniem apollińskości jest dionizyjskość, żywioł będący istotą życia, dziką nieokreślonością, chaotycznością i nieokiełznaniem. Jako stan upojenia i ekstazy, umożliwia ona doświadczenie rzeczywistości takiej, jaka jest ona sama w sobie. Dionizyjskość jest przejawem przepełniającej życie woli mocy i stałym motywem pojawiającym się w pismach Nietzschego.
Relacja między żywiołem dionizyjskim i apollińskim nie jest taka sama we wszystkich sztukach. Z żywiołu apolińskiego wyrastają sztuki plastyczne i epika, z dionizyjskiego – liryka i muzyka. Do zjednoczenia tych elementów doszło, zdaniem Nietzschego, w starożytnej Grecji w postaci klasycznej tragedii (za pośrednictwem muzyki: według Nietzschego początkiem antycznej tragedii był chór).

### Sokrates i Platon
Zdaniem Nietzschego wzniosła kultura i sztuka Grecji antycznej została zniszczona. Demontażu jej podstaw dokonał Sokrates, a dzieła destrukcji dopełnił Platon. Obaj doprowadzili do przekształcenia żywiołu apollińskiego w realność, absolutyzując pojęcia prawdy, dobra i piękna, podchwycone następnie przez religię chrześcijańską.
Wpływ Sokratesa podsumował Nietzsche w następujący sposób:

1. zniszczył naturalność osądu etycznego; 2. unicestwił naukę; 3. nie miał zrozumienia dla sztuki; 4. wyrwał jednostkę z historycznego kontekstu; 5. popierał dialektyczne krasomówstwo i gadulstwo.

### Wolna wola
Nietzsche zaprzeczał prawdziwości pojęcia „wolna wola”, uznawał je za fałszywe. Zdając sobie sprawę z typowych argumentów strony przeciwnej, uważał, że wiara w wolność woli jest na pewno nie do wybronienia. W swych pracach popierał fatalizm, jednak bez jego radykalnych, odwracających się od działania interpretacji. O znaczeniu wolnej woli pisał tak:

Dzisiaj nie mamy już żadnej litości dla pojęcia „wolnej woli”: aż nazbyt dobrze wiemy, czym ono jest – najbardziej nieczystą sztuczką teologów, służącą temu, aby ludzkość uczynić „odpowiedzialną” w ich znaczeniu, to znaczy od nich zależną... Wskażę tu jedynie na psychologię wszelkiego obarczania odpowiedzialnością. Wszędzie tam, gdzie szuka się odpowiedzialności, poszukującym jest zazwyczaj instynktowna chęć karania i sądzenia. Odbiera się stawaniu jego niewinność, gdy jakiekolwiek bycie takim-a-takim sprowadza się do woli, do zamiarów, do aktów odpowiedzialności (...) Przedstawiono ludzi jako „wolnych”, by móc ich sądzić i karać – by mogli stać się winnymi: w konsekwencji, musiano pomyśleć każde działanie jako chciane, a źródło każdego działania jako leżące w świadomości (przez co najbardziej podstawowe fałszerstwo in psychologicis uczyniono samą zasadą psychologii...).

Razem z koncepcją wolnej woli sens tracą też, zdaniem Nietzschego, wszystkie koncepcje tzw. moralnego porządku świata – stają się nielogiczne, gdyż opierają się na istnieniu pewnego metafizycznego zadania (zbioru nakazów i powinności), które w ogólności zwykle jest sprzeczne z naturą i ludzkim losem (wdrożenie go wyklucza brak wolnej woli):

Co znaczy „moralny porządek świata”? Że istnieje, raz na zawsze, wola Boża, co człowiek ma czynić, a czego zaniechać; że wartość jakiegoś ludu, jednostki mierzy się tym, czy się bardzo, czy mało jest woli Bożej posłusznym; że w losach jakiegoś narodu, jednostki, wola Boża przejawia się władczo, to znaczy karząco lub nagradzająco, zależnie od stopnia posłuszeństwa.

### Śmierć Boga i nihilizm
Gott ist tot – Bóg umarł. Zdaniem Nietzschego, człowiek współczesny przestał odczuwać obecność Boga w świecie, w odróżnieniu od ludzi żyjących w starożytności czy choćby w średniowieczu. W owych czasach czyny człowieka pociągały za sobą prędką reakcję Boga w życiu doczesnym, Boga należało się bać tu i teraz. We współczesności Nietzschego każdy może liczyć na boskie miłosierdzie – rozważa się problem, czy piekło w ogóle istnieje. Dlatego musiał on przenieść się w sferę abstrakcji, odejść w zapomnienie.
Razem z Bogiem usunięta została metafizyczna podstawa wszelkich wartości chrześcijańskich, od tej pory zawieszone są one w próżni. Nie ma prawdy ani dobra, nie można więcej się do nich odwoływać. Zdaniem Nietzschego Bóg wykorzystywał strach jako narzędzie do wymuszenia wiary, uległości i ślepego posłuszeństwa. Ludzie jednak znużyli się koncepcją Boga jako nieustannego obserwatora. Bóg przeciwstawiający się życiu i jego naturalnym aspektom jest nie do zaakceptowania. Sędziwy i przytłaczający wizerunek Boga musi ustąpić miejsca radości życia, spontaniczności oraz ludzkim pragnieniom i dążeniom. Stąd bierze się nihilizm, który przejawia się zarówno w podporządkowaniu życia abstrakcyjnym koncepcjom, jak i w próbach transformacji idei opartych na metafizycznych konstrukcjach – idei oderwanych od rzeczywistości, idealistycznych i iluzorycznych. Nietzsche rozróżnia dwa typy nihilizmu: niezupełny – oparty na przywiązaniu do słabnącej transcendencji, oraz zupełny – oparty na przekroczeniu wszelkich ograniczeń kultury, włącznie z własnymi, a przynależny wyłącznie ludziom silnym wolą i wzniosłym duchowo.
W drugiej rozprawie Genealogii moralności Nietzsche proponuje swoją teorię tego, czym jest tzw. nieczyste sumienie (jeśli nie jest po prostu objawem fizjologicznym, pewnym rodzajem naturalnego wrażenia): jest to mianowicie, jego zdaniem, specyficzne życie wewnętrzne, które ma swą przyczynę w uwewnętrznieniu naturalnych sił życiowych i umysłowych, skoro wskutek „udomowienia” człowieka przestały się one uzewnętrzniać, skoro odebrano warunki, w których te naturalne instynkty mogą się przejawiać w świecie. Jest ono więc produktem (nihilistycznej) moralności zaprzeczenia woli, efektem wpisanych w naszą kulturę, pustych już ascetycznych ideałów.

### Moralność panów i moralność niewolników
Nietzscheańska analiza moralności wyróżnia dwa zasadnicze jej typy.
Dla moralności panów pierwotnym jest pojęcie dobra, pojmowanego jako wszystko, co wzmaga wolę mocy jednostki. Dobre jest to, co jej służy, wzmacnia ją, daje poczucie siły. Dobry jest wróg, bo można z nim walczyć, dobry jest ból, bo można go znosić, dobry jest wysiłek – dobre jest cokolwiek, co napina wolę mocy. „Zło” jest pojęciem wtórnym i nie oznacza zła „metafizycznego”, a jedynie to, co wolę mocy osłabia. W odniesieniu do człowieka „zły” (czy, w Genealogii moralności, „kiepski” lub „lichy”) znaczy tu tyle, co „nieudany”, „pogardy godny”.
Moralność niewolnicza bazuje z kolei na pojęciu zła jako pierwotnym, które rozumiane jest jako cierpienie i wysiłek. Złe jest to, co zadaje ból, co zmusza do wysiłku i walki. Dobro jest ulgą w cierpieniu, spokojem. Dla moralności niewolników ważne jest współczucie, cierpliwość, pokora, serdeczność. Cechą charakterystyczną moralności niewolniczej jest resentyment, uraza wobec świata, żal do życia, które nie spełnia oczekiwań. Jest to moralność reaktywna, gdyż za dobre uznaje własne cnoty moralne, a za złe cnoty, których nie może osiągnąć. Spełnia ona dwie funkcje: pozwala uszlachetnić swoją słabość i zemścić się na panach. Jej wcieleniem jest, wedle Nietzschego, moralność chrześcijańska.
Resentyment jest także formą świadomości, strategią działania i postawą względem świata jednocześnie. Resentyment jest wreszcie w Z genealogii moralności przejawem historycznego myślenia. Nietzsche pokazuje w swych pracach moralność panów jako pierwotną i niezależną, a moralność niewolniczą jako późniejszą i zależną (swe powstanie zawdzięcza tamtej), jako wynik swoistej ewolucji (którą jednakże Nietzsche ocenia negatywnie). Taka też jest odpowiedź Nietzschego na problem zła i związane z tym kwestie teologiczne: nie ma sensu pytać o przyczynę „zła”, gdyż jest ono w tej filozofii naturalne; sens ma jedynie pytanie o to, dlaczego uważa się je za zło, tj. kiedy i z jakich przyczyn zaczęto odpowiednie postępowanie coraz bardziej masowo potępiać oraz skąd wzięły się współczesne wartościowania, reprezentowane przez słowo „dobro”.
Moralność człowieka jest zawsze wypadkową obu typów, nie ma typów czystych, a różnice występują jedynie w przewadze jednego nad drugim.
Kontrowersje budziła interpretacja nietzscheańskiego podziału na moralność panów i niewolników: niemiecki filozof określał panów jako:

radosne potwory, które może po okropnym szeregu mordów, podpaleń, zgwałceń i znęcań się odchodzą z junactwem i równowagą duchową, jakby spełnili jeno psotę uczniacką, w przekonaniu, że poeci znów na długo będą mieli co opiewać i sławić. Na dnie wszystkich tych ras dostojnych nie należy przeoczać drapieżcy, tej wspaniałej, za zdobyczą i zwycięstwem lubieżnie węszącej, płowej bestyi [...] To właśnie rasy dostojne pozostawiły pojęcie »Barbarzyńca« na wszystkich śladach swojego pochodu”

 Oryginalne brzmienie „płowej bestyi” (blonde Bestie) prowokowało część filozofów (zwłaszcza nazistowskich) do odczytywania tego fragmentu jako gloryfikacji określonego typu biologicznego, a choć nie ma wiele wspólnego z nietzscheańskim rozumieniem nadczłowieka, „zdradza ślady tęsknoty wyrafinowanego intelektualisty za barbarzyńską prostotą i nagą siłą”.

### Wola mocy
Wola mocy to jedno z centralnych pojęć filozofii Nietzschego, a jednocześnie jedno z mniej dopracowanych. Pewne fragmenty pism filozofa pozwalają na interpretację woli mocy w sposób podobny do Heraklitejskiego ognia, który bezustannie przeprowadza jedne rzeczy w inne i jest podstawą istnienia świata, wydaje się jednak, że dla późnych poglądów Nietzschego reprezentatywne jest wyobrażenie woli mocy jako siły, której przejawem jest wszelkie życie i jego dążenia. Siła ta znajduje swe potwierdzenie i spotęgowanie w samej sobie w momentach najwyższej mobilizacji i przełamywania oporów. W życiu człowieka wola mocy wyraża się poprzez poczucie siły jednostki i panowania nad sobą, w wytrwałości i zwycięskim znoszeniu przeciwieństw.
Wola mocy u Nietzschego odpowiada mniej więcej temu, co inni nazywają „istnieniem”: jest to pojęcie pierwotne, w najlepszym razie może zostać zdefiniowane jako „wywierać wpływ”. Nie ma istnienia bez woli mocy; ona sama zaś jest jedyną rzeczywistością. Nowa nazwa pociąga za sobą inne psychologiczne skojarzenia, a jednocześnie odrzuca pewne elementy metafizyczne, które tkwią w mentalności europejskiej: np. bytowanie niezależne od czasu, w ogóle wszelka niezmienność, nadto pierwsza przyczyna (w tym ujęciu ruch w świecie nie potrzebuje przyczyny, gdyż cały świat jest pewnym quantum woli mocy: spoczynek nie jest stanem normalnym) czy wreszcie nieskończona siła jako „z pojęciem siły nie dająca się pogodzić” (WM 380). Świat jest stawaniem się, ścieraniem się sił (ich wzajemny stosunek decyduje o prędkości procesu, o rozkładzie czasowym): to jest jedyna realność. Ponieważ Nietzsche postrzega koncepcje podmiotu (zwłaszcza tzw. rzeczy samej w sobie) jako wtórne, więc logicznym wydaje się, że traktował wolę mocy jako coś w rodzaju rozproszonego i wszechogarniającego pola fizycznego, z lokalnymi skupiskami.
Uzasadnione wydaje się traktowanie samej mocy odpowiednio do jej sensu fizycznego (energia wydatkowana w czasie), zaś woli mocy jako przyrostu mocy w czasie (kolejna pochodna) – jest to jednak kwestia sporna. Natomiast bezspornie Nietzsche uważa kryteria przyjemny-nieprzyjemny u istot świadomych jako towarzyszące woli mocy (wprawdzie nie są one traktowane opozycyjnie), np. jako potwierdzenie wzrostu: jest to opisane w WM.
Wola mocy nie jest wolą życia, bo to sztuka przetrwania za wszelką cenę, a poczucie mocy może osiągnąć apogeum w chwili świadomej śmierci (koncepcja woli mocy odrzuca właśnie samozachowanie, utrzymanie tego, co jest, jako esencję życia – w istocie porzuca się tu jakikolwiek kres, stan ustalony). Nie jest też pragnieniem panowania nad innymi, bo często większe poczucie mocy daje służebność. Wola mocy w życiu człowieka to raczej chęć zwyciężania, pragnienie i uczucie posiadania siły zdolnej łamać wszelkie przeszkody, połączone z radością zwycięzcy i twórczą ekstazą. To pęd ku sile. Np. chrześcijańska moralność w oczach Nietzschego jest z jednej strony wielką siłą społeczną, z drugiej jednak – patrząc od strony ogólnego wpływu na jednostkę – jest „niemocą mocy”, samoograniczeniem, zanikiem, przeciwieństwem życia (Z tego też wynika, że „istnieją zamiary i postępki tylko niemoralne”, WM 354).

Co jest dobre? – Wszystko, co uczucie mocy, wolę mocy, moc samą w człowieku podnosi. Co jest złe? – Wszystko, co ze słabości pochodzi. Co jest szczęściem? – Uczucie, że moc rośnie, że przezwycięża się opór. Nie zadowolenie, jeno więcej mocy; nie pokój w ogóle, jeno wojna; nie cnota, jeno dzielność [...]

Tak rozumiana wola mocy jest jednym z kilku pojęć, na których Nietzsche opierał swą filozofię pozytywną.

### Afirmacja i umiłowanie losu
Przeciwieństwem resentymentu, które w swych książkach Nietzsche przedstawia jako „boski” czy „nadludzki” sposób oceny, jest afirmacja życia, to znaczy zrozumienie konieczności tego, co było, i uznanie wszystkich dotychczasowych wydarzeń za pożądane ze względu na ich skutek, jakim jest ten, który je ocenia – a który sam siebie uważa za udanego. Nie można wszak chcieć, by w świecie przenikniętym współzależnością wszystkiego od wszystkiego przeszłe uwarunkowania obecnego stanu rzeczy się zmieniły, bez przekreślania samego tego obecnego stanu. Jest to więc koncepcja amor fati (umiłowania losu):

Chcę uczyć się coraz więcej, to, co konieczne w rzeczach, widzieć jako piękne – tak stanę się jednym z tych, którzy rzeczy pięknymi czynią. Amor fati: to niechaj odtąd będzie mą miłością! Nie chcę prowadzić wcale wojny przeciw brzydocie. Nie chcę oskarżać, nie chcę oskarżać nawet oskarżyciela. Odwracanie oczu niech będzie moim jedynym przeczeniem! A na ogół: chcę tylko jeszcze kiedyś być potwierdzicielem!

Nieprzypadkowo Nietzsche nie posługuje się tu pojęciem „zło”, a jedynie „brzydota”. Stosowanie kryteriów estetycznych zamiast moralnych (tj. potępiających i dążących do zniszczenia czegoś) przyświeca praktycznie całej jego twórczości (immoralizm). Taka optyka jest obca ludziom opanowanym przez resentyment i moralność niewolniczą: skupiając się na swej krzywdzie, najchętniej usunęliby z historii pewne wydarzenia, tym samym jednak także przekreślając nie tylko siebie w swym obecnym i przyszłym kształcie, ale i w ogóle wszystko, co jak dotąd miało i będzie mieć miejsce – jest to postawa nihilistyczna, odwracająca się od życia.
Słynny stał się aforyzm Nietzschego zatytułowany „Ze szkoły wojennej życia”: „Co mnie nie zabija, czyni mnie silniejszym”.

### Wieczny powrót
Koncepcje wiecznego powracania świata pojawiały się już w starożytności, u Heraklita z Efezu, którego Nietzsche cenił wysoko, i stoików, jednak Nietzschego nie interesował kosmiczny wymiar tej teorii, a wyłącznie jej konsekwencje dla ludzkiego życia. W opinii wielu filozofów nauka o wiecznym powracaniu jest zwornikiem, łączącym poszczególne propozycje pozytywne Nietzschego. Niestety, nauka ta przedstawiona jest jedynie jako zapowiedź w Wiedzy radosnej i rozwinięta niewiele bardziej w Tako rzecze Zaratustra. Trudno więc z całą pewnością stwierdzić, jak Nietzsche mógł ją rozumieć i wykorzystać w przyszłych dziełach.

A gdyby tak [...] jakiś demon [...] rzekł ci: „Życie to, tak jak je teraz przeżywasz i przeżywałeś, będziesz musiał przeżywać raz jeszcze i niezliczone jeszcze razy; i nie będzie w nim nic nowego, tylko każdy ból i każda rozkosz i każda myśl i każde westchnienie i wszystko niewymownie małe i wielkie twego życia wrócić ci musi, i wszystko w tym samym porządku i następstwie” – [...] Czy nie padłbyś na ziemię i nie zgrzytał zębami i nie przeklął demona, który by tak mówił? Lub czy przeżyłeś kiedy ogromną chwilę, w której byś był mu rzekł: „Bogiem jesteś i nigdy nie słyszałem nic bardziej boskiego”. Gdyby myśl ta uzyskała moc nad tobą, zmieniłaby i zmiażdżyła może ciebie, jakim jesteś. Pytanie przy wszystkim i każdym szczególe: „czy chcesz tego jeszcze raz i jeszcze niezliczone razy?” leżałoby jak największy ciężar na postępkach twoich. Lub jakże musiałbyś kochać samego siebie i życie, by niczego więcej nie pragnąć nad to ostateczne, wieczne poświadczenie i pieczętowanie.

Cytat ten ma uświadomić fundamentalne znaczenie nauki o wiecznym powrocie dla ludzkiego życia i sposobu w jaki się je przeżywa – oto bowiem w każdej chwili dokonujemy wyboru na wieczność.
Wydaje się, że aby w pełni zaakceptować tak rozumiany wieczny powrót, nie można żyć na sposób, jaki zaszczepiany jest każdemu z nas w procesie socjalizacji. Zobowiązania społeczne, zasady moralne, głęboko odczuwane pojęcie „ja”, wreszcie bezustanne odnoszenie życia do czasu, czynią akceptację wiecznego powrotu skrajnie trudną, jeśli nie niemożliwą. Zadaniu temu, zdaniem Nietzschego, sprostać mógłby jedynie nadczłowiek.

### Nadczłowiek
Również koncepcji nadczłowieka (niem. Übermensch) Nietzsche nie zdążył wypracować w jasnej formie. Pojawia się ona jedynie w zarysie i pod postacią metafor w Zaratustrze i Woli mocy. Niektóre jej interpretacje odwołują się do nauki o wiecznym powrocie i przedstawiają nadczłowieka jako istotę, która może zaakceptować wieczny powrót. Oznacza to pełną zgodę na powtarzalność całej historii własnej osoby i świata, włącznie z wszelkimi dokonanymi w niej gwałtami i mordami, ale i pełnią twórczej ekstazy. Trudno jednak wydać zgodę na gwałty, wartościując czyny z punktu widzenia powszechnie przyjmowanych zasad moralnych – aby to uczynić należałoby wpierw dokonać przewartościowania wartości w duchu nietzscheańskim.
Nietzscheański nadczłowiek miałby być istotą obdarzoną wielką wolą mocy, jednostką twórczą, której każda chwila życia jest doskonale pełna i warta ponownego przeżywania. Istota ta żyłaby poza zasadami obowiązującymi resztę ludzkości, poza rządzącymi nią obecnie prawami (słów „nadczłowiek” lub „rasa silniejsza” używa Nietzsche w opozycji do „człowiek średni” dzisiejszych czasów, zwłaszcza do jego moralności). Jednak, w ujęciu Nietzschego ukazanym w Poza dobrem i złem, żyłaby ona jak najbardziej właśnie w tym świecie – w przeciwieństwie do tęskniącej za „zaświatami” reszty.
Zdaniem Nietzschego, w historii ludzkości nadczłowiek pojawiał się kilkakrotnie, zawsze jako efekt przypadku i zawsze dla współczesnych był uosobieniem zła, jawiąc się jako potwór. Jako przykłady nadczłowieka filozof podawał Aleksandra Wielkiego, cesarza Fryderyka II, Cezara Borgię i Napoleona. Twórcze zadanie ludzkości polegałoby na „hodowli nadczłowieka”, jako jej apoteozy.
Jednak, wbrew określeniu „hodowla nadczłowieka”, jest on ideałem indywidualnym – nie gatunkowym. Nadczłowiek to ktoś, kto stale przezwycięża siebie (Giorgio Penzo stwierdził, że Nietzsche wprowadził w ten sposób nowy rodzaj transcendencji, której istotą jest przekraczania samego siebie – transcendencję egzystencjalną). Dlatego też nie można określić istoty nadczłowieka – jest on nieustannym przezwyciężaniem, które nie ma skończonego, określonego celu.
Koncepcję tę częściowo wykorzystali naziści: oczywiście pojmując ją odpowiednio do swoich celów, nie zawsze zgodnie z pierwotną myślą Nietzschego. Doprowadziło to do stworzenia terminów „czystość rasowa” i „podczłowiek”, których sam filozof nigdy nie użył, choć w okresie nazistowskim uznane były one za naturalną konsekwencję nietzscheańskich tez. Nadludźmi, wedle tego systemu, mieli być aryjczycy, którzy swoje „dobre” geny przekazywali przyszłym pokoleniom, tworząc nową, lepszą rasę – zjawiskiem towarzyszącym była wówczas eugenika i zamiar eksterminowania ze społeczeństwa jednostek słabszych.

### Dekadencja
Charakterystyczna dla myśli Nietzschego jest ocena, że cywilizacja Zachodu znalazła się w aksjologicznym upadku. Przyczyną jest moralność pochodząca z chrześcijaństwa, odwracająca się od życia doczesnego i woli mocy, a głosząca apoteozę pokoju, wyzucie się z siebie (tu np. „czyste, wolne od woli poznanie”), służbę narzuconym i heteronomicznym obowiązkom moralnym oraz szeroko pojęte współczucie i zaprzeczenie zasadzie selekcji w społeczeństwach. Nietzsche twierdził, że zaprzeczenie woli można znaleźć na dnie wszelkich popularnych kazań moralnych: „wszystkie wartości, w których ludzkość teraz swe najwyższe pożądania zebrała, są wartościami décadence”. Takie wartości cechuje „utrata instynktów”, a ich reprezentant będzie często „wybierać, przedkładać nad inne to, co dlań szkodliwe”. Przyczyną dekadencji u indywiduum jest w dużej mierze (często niezauważalna) fizjologiczna degeneracja, zaś wartości dekadenckie (naturalnie zresztą głoszone lub akceptowane z zewnątrz przez takie upośledzone osobniki) prowadzą w dziejach ludów do dodatkowego narastania odpowiedniego biologicznego zepsucia.
Szczególnie krytycznie Nietzsche oceniał liczne idee dochodzące do głosu w nowożytnej filozofii, takie jak demokracja czy równość płci.

### Krytyka etyki. Przewartościowanie wartości
Świat, w jakim żyjemy, nie tylko nie składa się z samego dobra, ale nawet przez prawie 2000 lat nie udało się go idealnie dobrym uczynić. Kwestia problemu zła nurtowała wielu filozofów, a Nietzsche daje na nią dosyć oryginalną, jak na swą epokę, odpowiedź. O ile w chrześcijaństwie przyczyną zła jest szatan (lub przypadłości ludzkiego niedoskonałego rozumu i woli wynikające z okoliczności), o tyle dla Nietzschego sama idea dobra jest wątpliwa.
Już w Poza dobrem i złem (na samym początku tej książki) podaje on w wątpliwość postulowane przeciwieństwo dobra i zła: po pierwsze, czy w ogóle można mówić sensownie o takim przeciwstawieniu charakteru ludzkich uczynków; po drugie, czy przeciwstawienia takie nie są tylko chwilowymi osobistymi perspektywami, niemającymi nic wspólnego z istotą świata. Sam świat jest bowiem, zdaniem Nietzschego, na moralność obojętny i kieruje się swymi prawami „poza dobrem i złem”; w tym sensie ona sama jest rzeczą nierealną, nie mającą oparcia w rzeczywistości. Nietzscheańska krytyka etyki opiera się na kilku powtarzających się motywach, m.in.:
- postulowanym nieistnieniu uczynków moralnych (czy nieegoistycznych) – pod tym względem wszystkie są zdaniem Nietzschego „jednakowe” i „egoistyczne”, a zatem podatne na krytykę[31][32]. Człowiek nie ma pewnej wiedzy o tym, jak należy postępować. Każdy uczynek sprowadza się do określonej woli mocy (opowiadającej się po tej czy innej stronie), wyraża się w nim tym samym mniej lub bardziej subtelna żądza panowania. Głoszona moralność sprowadza się w ogólności do zaprzeczania skonkretyzowanej woli mocy (czy „życiu”, „instynktom”), jako ascetyzm lub podleganie cudzemu egoizmowi: „trzy moce ukryte są za nią: 1) instynkt stada, skierowany przeciwko silnym i niezależnym; 2) instynkt cierpiących i upośledzonych, skierowany przeciwko szczęśliwym; 3) instynkt miernot, skierowany przeciwko wyjątkom”[33]. Ponieważ jednak ostatecznie opiera się ona na pewnej już istniejącej woli mocy z czyjejś strony, więc „dobro” ma w swym założeniu „zło”[31]: sprzeczność.
- wskazywaniu na konieczne stosowanie przez każdą moralność „złych” (tak poza tym zakazanych) środków, żeby ostać się przy panowaniu i uchronić przed zmianami[34].
- wskazywaniu, że moralność opiera się na ścisłym odróżnieniu postulowanej sfery odpowiedzialności podmiotu od sfery jego nieodpowiedzialności, co jest bezzasadne (fałszywy postulat wolnej woli)[35].

Nietzsche nie ukończył dzieła, które miało być propozycją przewartościowania wartości. O tym, że miało powstać, wiadomo jedynie z luźnych zapisków odnalezionych w spuściźnie filozofa. Są podstawy, by sądzić, że przymiarkami do niego były książki Poza dobrem i złem oraz Zmierzch bożyszcz, być może także Antychryst. Wolno wszakże domyślać się, że chodziło o przywrócenie wartości temu, co w kulturze Zachodu od dawna uchodzi za „złe” – m.in. wyniosłości, rozkoszy, żądzy panowania, samolubstwu, walce (nie o sam pokój) między jednostkami lub ludami, wreszcie uznaniu zasady selekcji jednostek, ludów i kultur najwartościowszych (w tym także zanikania i wymierania tego, co mniej wartościowe) oraz naturalnej nierówności między ludźmi i „niesprawiedliwości”, polegającej na praktycznym zaprzeczeniu idei równych praw. Byłby to wstęp do przezwyciężenia nihilizmu.

### Analiza języka, filozofia interpretacji
Nietzsche zajmował się analizą języka we wczesnych latach siedemdziesiątych, a wyniki swych dociekań opublikował w niewielkiej rozprawie O prawdzie i kłamstwie w pozamoralnym sensie. Analizując narzędzie, jakim z racji wykonywanego zawodu się posługiwał, zwrócił przede wszystkim uwagę na metaforyczność języka, jego bezustanne odwoływanie się do wspólnych doświadczeń mówiących. Właściwym twórcą świata jest ten, który pierwszy wynajduje metaforę odsyłającą do innych przedmiotów i w ten sposób ukierunkowuje nasze postrzeganie. Jednocześnie następuje tu zafałszowanie świata, bo nazwany byt musi wpasować się w logiczną strukturę języka, zaś świat jest, zdaniem Nietzschego, alogiczny. Oznacza to też, że nie ma żadnej prawdy o świecie, a co najwyżej prawda o języku. Lecz i tu tkwimy w kręgu metafor, a więc fakty nie istnieją, jedynie interpretacje.
Dla Nietzschego zbiorowym twórcą języka jest społeczeństwo wraz ze swoimi nakazami i normami moralnymi, dlatego też filozof programowo unikał systematycznego, akademickiego wykładu a swoje poglądy wyrażał przy pomocy strumienia aforyzmów, słownych żartów i językowych paradoksów.
Niekiedy uznaje się, że stanowisko twórcy Tako rzecze Zaratustra logicznie prowadzi do relatywizmu pojęciowego. Takie jednak ujęcie jest niezgodne z większością współczesnej literatury przedmiotu, w której podkreśla się znaczenie perspektywizmu, tj. tezy, iż wszelkie poznawane obiekty są poznawane z pewnej perspektywy, a nie znikąd, z boskiego punktu widzenia. Innymi słowy, Nietzsche twierdzi raczej, że wszelkie widzenie, wszelkie rozumienie jest perspektywiczne, osadzone w kontekście; taka teza jednak nie jest relatywistyczna w sposób radykalny, a jedynie umiarkowany. Umiarkowany zaś relatywizm nie jest stanowiskiem podlegającym obaleniu na mocy sprzecznych założeń (które przypisuje się radykalnemu relatywizmowi). Krótko mówiąc, Nietzsche mógł posługiwać się pojęciem prawdy bez obawy o popadnięcie w sprzeczność; i pojęciem tym chętnie się posługiwał w celach polemicznych.

## Wpływ

### Literatura
Sam Nietzsche nie doczekał się uznania dla swych idei, jednak ich oddziaływanie na niektóre kręgi społeczne było już na przełomie stuleci znaczne. Chodzi tu przede wszystkim o środowisko pisarzy: nawiązywali do niego bracia Heinrich Mann i Thomas Mann, Rainer Maria Rilke, Hermann Hesse, Paul Heyse, Georg Heym, Georg Trakl, Franz Rosenzweig z twórców niemieckich, Brandes, August Strindberg ze Skandynawów, W.B. Yeats i G.B. Shaw z Irlandczyków, André Gide z pisarzy francuskich, Julius Evola oraz Gabriele d’Annunzio z włoskich. Z pisarzy polskich silnie oddziałał Nietzsche na Przybyszewskiego, Micińskiego, Brzozowskiego, Berenta. Wiele spośród poglądów Nietzschego, zarówno literackich, jak i filozoficznych, znalazło wydźwięk we wczesnej twórczości Antoniego Langego, zwłaszcza z cyklu Rozmyślań. Do myśli Nietzschego nawiązywał również Jim Morrison (zobacz też: Poezja Jima Morrisona).

### Filozofia
Wpływ Nietzschego na filozofię był wolniejszy, niż na literaturę. Zapożyczenie koncepcji nietzscheańskich widać jednak wyraźnie w psychoanalizie Freuda, którego libido jest zubożoną odmianą woli mocy.
Na początku XX wieku do serii swoich wykładów włączył jego filozofię Georg Simmel, a tuż przed wybuchem I wojny światowej z pozycji chrześcijańskich polemizował z Nietzschem Max Scheler.
Dopiero egzystencjalizm zwrócił poważniejszą uwagę na problemy postawione przez Nietzschego i podjął z nim dialog: prace poświęcone Nietzschemu pisali Martin Heidegger i Karl Jaspers, analizował go Albert Camus, a ze współczesnych za swojego ojca duchowego uznawali go postmoderniści z Rortym i Derridą na czele. Michel Foucault pod koniec swojego życia stwierdził „jestem nietzscheanistą”.
Jawnie inspirowane filozofią Nietzschego jest wczesne stadium obiektywizmu Ayn Rand, jak również kulturalizm Jana Stachniuka.
Na początku XXI wieku zainteresowanie Nietzschem gwałtownie odżyło w kręgach filozoficznej nowej prawicy, ze względu na pogardę filozofa wobec abstrakcyjnej nauki, uniwersalnych wartości humanistycznych oraz postulatów równościowych. Choć część lewicowych myślicieli broni Nietzschego ze względu na jego sympatię wobec Żydów oraz krytykę polityki Ottona von Bismarcka, filozofia Nietzscheańska bywa uznawana za prekursorską dla konserwatywnego postmodernizmu i odpowiedzialną za narodziny zarówno faszyzmu przed II wojną światową, jak i alt-rightu w drugiej dekadzie XXI wieku.

## Dzieła

### Dzieła filologiczne
- Zur Geschichte der Theognideischen Spruchsammlung, 1867
- De Laertii Diogenis fontibus, 1868/69
- Homer und die klassische Philologie, 1869
- Analecta Laertiana, 1870
- Das florentinische Tractat über Homer und Hesiod, 1870

### Dzieła filozoficzne, autobiograficzne i zbiory aforyzmów
- Fünf Vorreden zu fünf ungeschriebenen Büchern, 1872:
  - I. Über das Pathos der Wahrheit
  - II. Gedanken über die Zukunft unserer Bildungsanstalten
  - III. Der griechische Staat
  - IV. Das Verhältnis der Schopenhauerischen Philosophie zu einer deutschen Cultur
  - V. Homer’s Wettkampf
- Die Geburt der Tragödie, 1872
- Über Wahrheit und Lüge im aussermoralischen Sinn
- Die Philosophie im tragischen Zeitalter der Griechen
- Unzeitgemässe Betrachtungen, 1873–1876
  - David Strauß, der Bekenner und der Schriftsteller, 1873
  - Vom Nutzen und Nachteil der Historie für das Leben, 1874
  - Schopenhauer als Erzieher, 1874
  - Richard Wagner in Bayreuth, 1876
- Menschliches, Allzumenschliches – Ein Buch für freie Geister, 1878–1880
- Morgenröte – Gedanken über die moralischen Vorurteile, 1881
- Idyllen aus Messina, 1882
- Die fröhliche Wissenschaft („la gaya scienza“), 1882
- Also sprach Zarathustra – Ein Buch für Alle und Keinen, 1883–1885
- Jenseits von Gut und Böse – Vorspiel einer Philosophie der Zukunft, 1886
- Zur Genealogie der Moral – Eine Streitschrift, 1887
- Der Fall Wagner – Ein Musikanten-Problem, 1888
- Dionysos-Dithyramben, 1889
- Götzen-Dämmerung oder Wie man mit dem Hammer philosophiert, 1889
- Der Antichrist – Fluch auf das Christentum, 1895
- Nietzsche contra Wagner, 1895
- Ecce Homo – Wie man wird, was man ist, 1908

## Przekłady na polski
Tytuły w nawiasach oznaczają alternatywne tłumaczenia zaproponowane przez współczesnych tłumaczy.
- Narodziny tragedii, czyli Hellenizm i pesymizm (Narodziny tragedii albo Grecy i pesymizm)
- Niewczesne rozważania
- Ludzkie, arcyludzkie
- Wędrowiec i jego cień
- Jutrzenka
- Wiedza radosna (Radosna wiedza [2008], La gaya scienza, czyli Nauka radująca duszę, tłum. Jerzy Korpanty [2022])
- Tako rzecze Zaratustra (To rzekł Zaratustra)
- Poza dobrem i złem
- Z genealogii moralności
- Zmierzch bożyszcz (Zmierzch bożków)
- Antychryst (Antychrześcijanin)
- Dytyramby Dionizyjskie
- Ecce Homo
- Wola mocy. Studia i fragmenty
- Pisma pozostałe 1862–1875
- Pisma pozostałe 1875–1889
- Listy
- Przypadek Wagnera, Toruń, Wydawnictwo UMK, 2004

### Dzieła
- Utwory Nietzschego w serwisie Wolne Lektury
- Nietzsche Source: Sämtliche Werke, kritische Ausgabe, hg. von Colli/Montinari – Digitale Faksimile Gesamtausgabe des Nachlasses (niem.)
- Większość dzieł filozoficznych w oryginale (niem.)
- Tłumaczenia części dzieł Nietzschego na polski
- Dzieła Friedricha Nietzschego w bibliotece Polona

### Inne
- Bibliografia polska [online], Wykaz polskiej literatury przedmiotu 1883-2009. [zarchiwizowane z adresu]. Brak numerów stron w książce
- Niemiecka strona o Nietzschem (niem.)
- Obszerne kalendarium życia Nietzschego. dartmouth.edu. [zarchiwizowane z tego adresu (2008-05-27)]. (ang.).
- Dale Wilkerson, Friedrich Nietzsche, Internet Encyclopedia of Philosophy, ISSN 2161-0002 [dostęp 2018-06-27] (ang.).
- Nietzsche, Friedrich (1844–1900) (ang.), Routledge Encyclopedia of Philosophy, rep.routledge.com [dostęp 2023-05-12].
- Artykuły na Stanford Encyclopedia of Philosophy (ang.) [dostęp dostęp 2020-02-29]:
  - R. Lanier Anderson, Friedrich Nietzsche, 17 marca 2017. 
  - Brian Leiter, Nietzsche’s Moral and Political Philosophy, 27 lutego 2020. (Filozofia moralna i polityczna Nietzschego)